# Dubiaranea tridentata
Dubiaranea tridentata är en spindelart som beskrevs av Alfred Frank Millidge 1993. Dubiaranea tridentata ingår i släktet Dubiaranea och familjen täckvävarspindlar.
Artens utbredningsområde är Peru. Inga underarter finns listade i Catalogue of Life.